# Dorfkirche Mieste

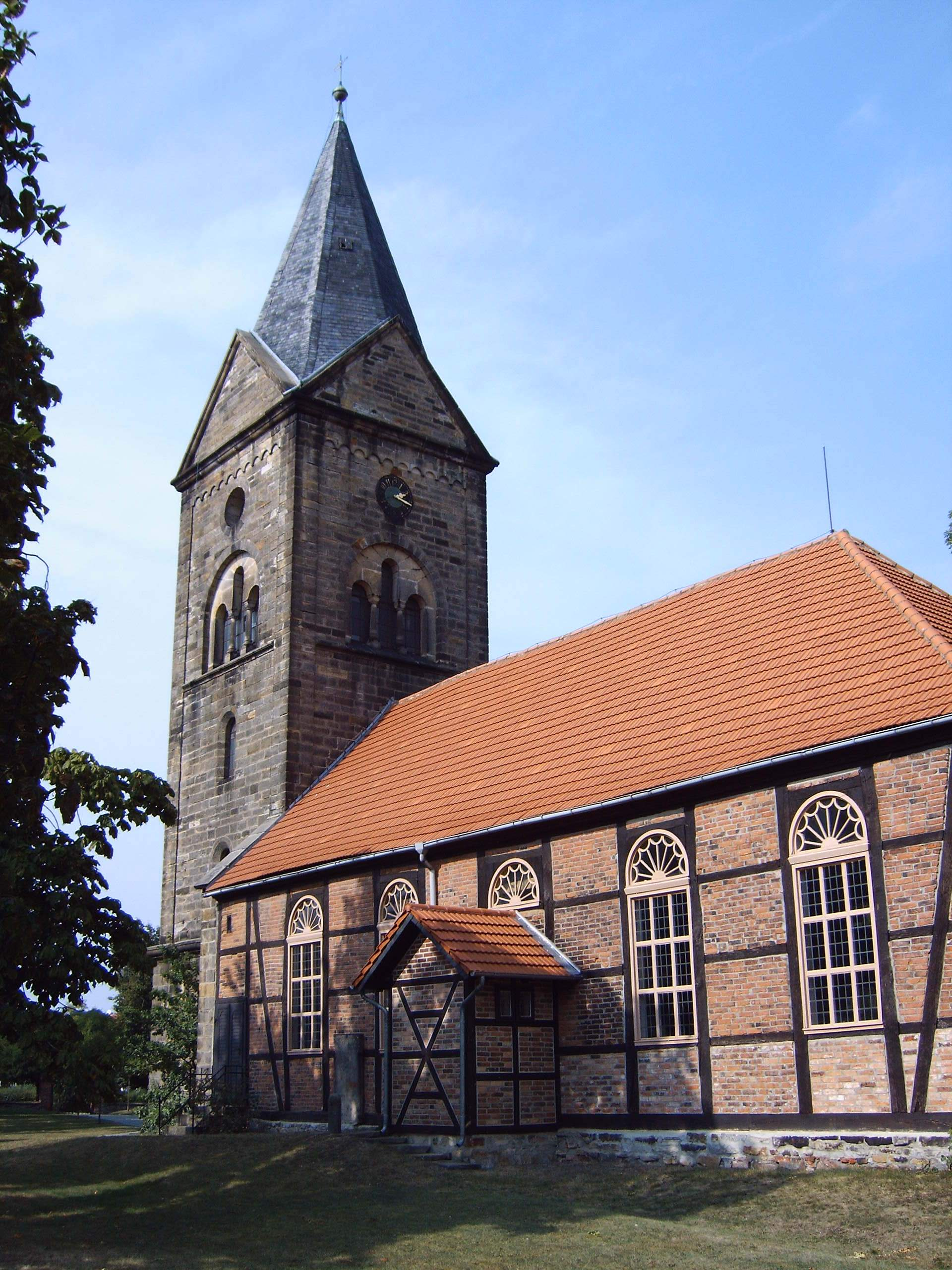
Dorfkirche Mieste

Die Dorfkirche Mieste ist die evangelische Kirche im altmärkischen Dorf Mieste in Sachsen-Anhalt.
Die Kirche entstand ab 1884 und ersetzte eine abgebrochene Vorgängerkirche aus vorreformatorischer Zeit. In diesem Jahr wurde der aus Sandstein im Stil der rheinischen Romanik errichtete Turm gebaut. Der Turm ist im Verhältnis zum Ende des 19. Jahrhunderts errichteten Kirchenschiff größer proportioniert, als dies sonst im Kirchenbau üblich ist.
Das in Fachwerkbauweise errichtete Kirchenschiff ist dreischiffig. Im Inneren befindet sich eine Hufeisenempore. Die Decke des Mittelschiffs ist gewölbt, die Seitenschiffe verfügen über eine flache Decke. Der Orgelprospekt stammt aus dem Jahr 1905 und wurde von Wilhelm Rühlmann (senior) geschaffen. Es handelt sich um das 271. Werk der Firma mit 19 Registern auf zwei Manualen und Pedal im originalen, allerdings umintonierten Klanggewand, teilweise sind die originalen Spielhilfen ausgebaut (Schwellkasten, Walze etc.), 2003–05 wurde das Instrument durch Dutschke/Dambeck fachgerecht saniert.
In der Nähe der Kirche befindet sich ein von Hermann Hosaeus geschaffenes Kriegerdenkmal. Darüber hinaus gibt es ein Denkmal zur Erinnerung an den als Reformator der Altmark bekannt gewordenen, in Mieste geborenen Bartholomaeus Rieseberg.